# Sternberg (Mecklenburg–Elő-Pomeránia)
Sternberg város Németország Mecklenburg-Elő-Pomeránia tartományában.

## Fekvése
A strenbergi tóvidéken fekszik a város, a 104-es út mentén, Schwerin és Güstrow között.

## Városrészei
Sternbergnak 10 városrésze van. Ezek közül 9 egykori község amelyet hozzácsatoltak a városhoz: Gägelow, Groß Görnow, Groß Raden, Klein Görnow, Neu Pastin, Pastin, Sagsdorf, Sternberger Burg és Zülow.

## Története
1256-ban Sternberg a mecklenburgi hercegséghez került. 1275-től 1918-ig Sternberg a mecklenburgi  országgyűlés (Landtag)  székhelye volt, 1628-tól Malchinnal felváltva.
Oroszlán II. Henrik herceg (*1266, † 1329) idejében a város nőtt, mivel 1310 óta többször volt a hercegi rezidencia.
1952 és 1994 között Sternberg járási székhely volt.

## Turistalátványosságok
- törtelemi belváros

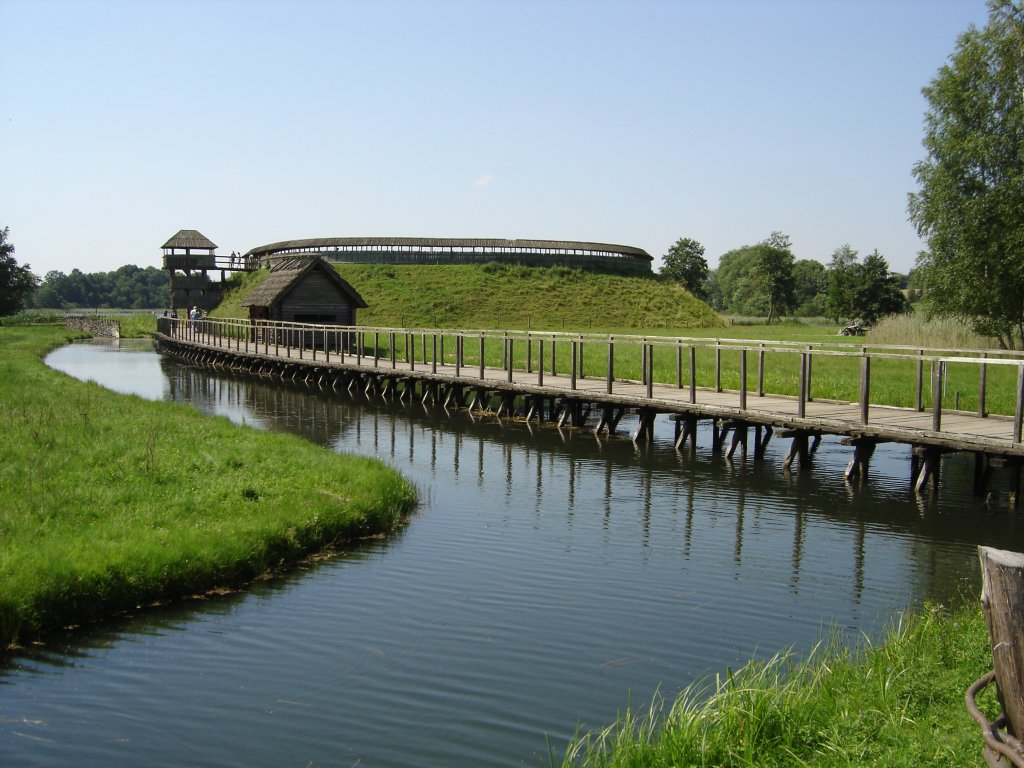
Groß Raden

- szláv vár Groß Raden (szabadtéri múzeum)

## Testvérvárosai
- Lütjenburg, Schleswig-Holstein 1990 óta

## Fordítás
- Ez a szócikk részben vagy egészben a Sternberg című német Wikipédia-szócikk fordításán alapul.  Az eredeti cikk szerkesztőit annak laptörténete sorolja fel. Ez a jelzés csupán a megfogalmazás eredetét és a szerzői jogokat jelzi, nem szolgál a cikkben szereplő információk forrásmegjelöléseként.